# Theresienklause

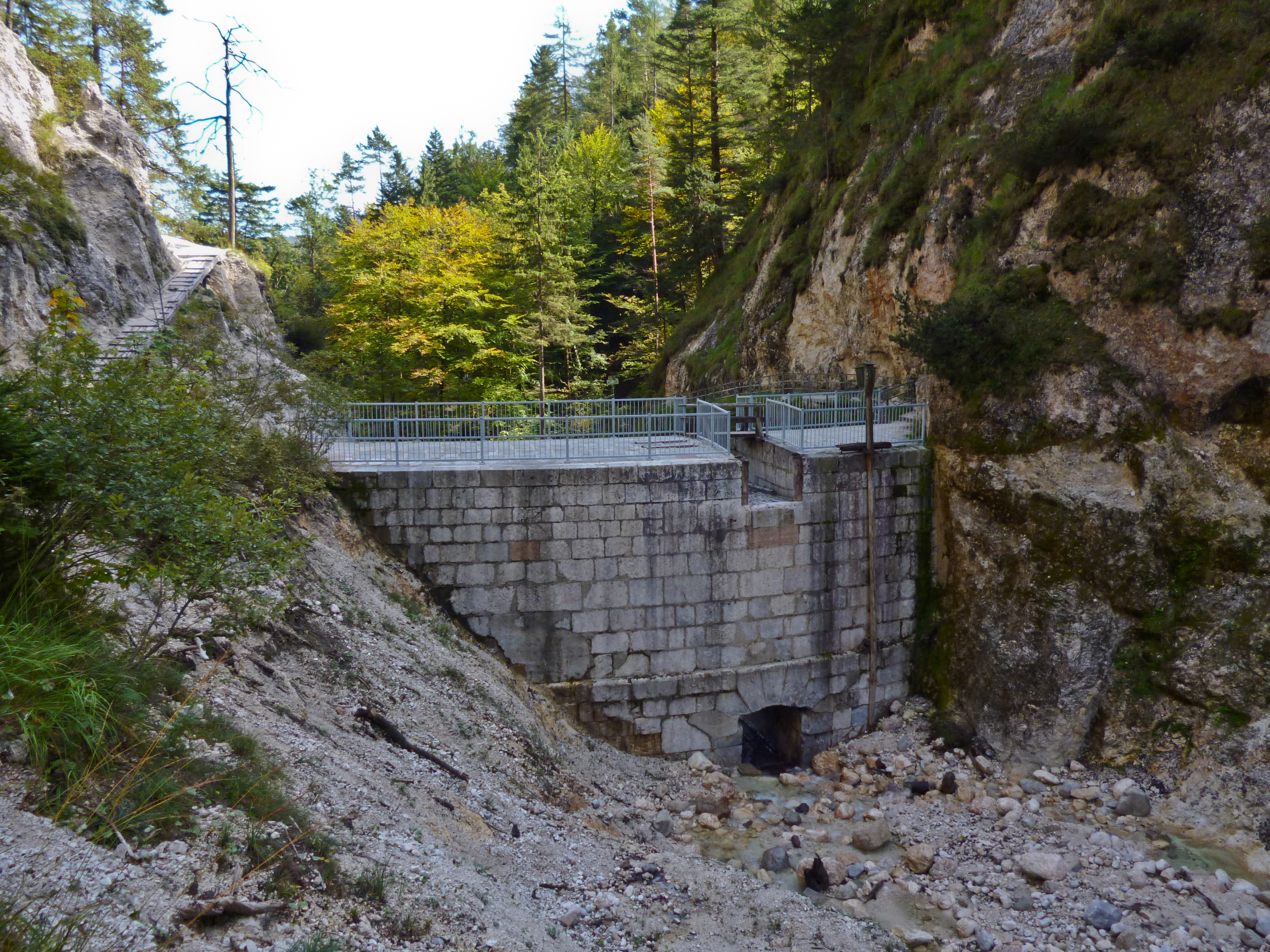
Theresienklause

Die Theresienklause ist eine Klause in der Almbachklamm am Untersberg. Sie liegt im südlichen Teil des gemeindefreien Gebiets Schellenberger Forst im Landkreis Berchtesgadener Land.
Die Klause sowie der Triftrechen am Unterlauf des Almbaches stehen unter Denkmalschutz und sind unter der Nummer D-1-72-454-1 in die Bayerische Denkmalliste eingetragen.

## Lage
Die Theresienklause befindet sich am Oberlauf des Almbaches in der Almbachklamm am Untersberg auf einer Höhe von 722 m ü. NHN, der Triftrechen am Unterlauf des Almbaches bei der Kugelmühle auf einer Höhe von 498 m ü. NHN.

## Baubeschreibung
Die Theresienklause besteht aus der Triftanlage mit Steg und dem Triftrost am Unterlauf des Almbaches. Als Baumaterial wurde Werkstein verwendet.

## Geschichte
Die erste Klause in der Almbachklamm bestand bereits um 1690 und diente zur Brennholzversorgung der Salinen in Berchtesgaden und Schellenberg. Ab der Mündung des Almbaches musste das Holz mit Pferdefuhrwerken in die Salinen gebracht werden. Als Zeit wurde hierfür eine geographische Stunde angegeben.
Die jetzige Klause wurde in den 1830er Jahren errichtet und später um- und ausgebaut. Es finden sich als Inschriften die Jahreszahlen 1831, 1843 und 1883. Der Triftrechen ist bezeichnet mit den Jahren 1831 und 1843. Die Klause ist nach Therese von Sachsen-Hildburghausen benannt, der Gemahlin des damaligen Königs von Bayern Ludwig I.
Die Holztrift endete 1964.